# Bataille de la Côa
Guerre d'indépendance espagnole
Batailles
- Astorga (03-1810)
- Ciudad Rodrigo (04-1810)
- Barquilla (07-1810)
- La Côa (07-1810)
- Almeida (07-1810)
- Villagarcia (08-1810)
- Trant
- Fuente de Cantos (09-1810)
- Buçaco (09-1810)
- Torres Vedras
- Pombal (03-1811)
- Redinha (03-1811)
- Condeixa
- Casal Novo (03-1811)
- Foz de Arouce (03-1811)
- Sabugal (04-1811)
- Fuentes de Oñoro (05-1811)
- Almeida  (04-1811)

La bataille de la Côa (24 juillet 1810) survient dès le début de la troisième invasion française au Portugal, épisode de la guerre péninsulaire (1807-1814). Les forces anglo-portugaises commandées par le brigadier-général Robert Craufurd seront obligées de se retirer face à l'avancée du 6e corps du maréchal Michel Ney qui s'arrêtera sur la rive est de la Côa afin de faire le siège de la forteresse d'Almeida.

## Contexte
Napoléon Ier a beau régner sur une grande partie de l'Europe, deux foyers de résistance s'opposent encore à l'expansion française : les îles Britanniques et la péninsule Ibérique, dont le Portugal, qui a déjà été la cible par deux fois des troupes napoléoniennes (sans compter la guerre des Oranges, invasion espagnole fortement influencée par Napoléon). Une première invasion du Portugal est lancée en 1807 sous le commandement de Junot. L'intervention britannique, après l'éclatement de révoltes, en Espagne, puis au Portugal, conduit à l'expulsion des Français dès 1808. L'année suivante, Napoléon lance une seconde invasion sous le commandement de Soult qui ira jusqu'à l'occupation de Porto. Les Britanniques interviennent à nouveau, soutenus par les troupes portugaises réorganisées, sous le commandement de William Carr Beresford. Ils parviennent à expulser l'armée française. 
Napoléon, victorieux sur le front autrichien, concentre alors des forces dans la péninsule Ibérique, créant et organisant l'Armée du Portugal à la tête de laquelle il place le maréchal Masséna (17 avril 1810), un de ses généraux favoris. Masséna prend le commandement de ses troupes le 28 mai à Salamanque. Les objectifs sont clairs : l'armée doit s'emparer successivement de Ciudad Rodrigo, Almeida, Coimbra et Lisbonne. Ciudad Rodrigo se trouve à 30 km de la frontière portugaise et sa prise est essentielle pour pouvoir ensuite entrer au Portugal et prendre Almeida. Elle tombe le 10 juillet 1810. La forteresse d'Almeida est l'objectif suivant. 
Wellington, conscient de la supériorité française, ne veut pas livrer de bataille décisive sur les terrains plats du territoire espagnol où les troupes de Masséna avancent, de crainte de perdre trop d'hommes. C'est pourquoi il n'intervient pas à Ciudad Rodrigo. Il choisit de rester dans les régions montagneuses du Portugal où il lui sera plus facile de retarder et de frapper l'ennemi, en lui causant des pertes importantes et en affectant son moral. Les Français y perdront l'avantage que représente leur cavalerie et leur artillerie, plus difficile à y manœuvrer. Si Wellington reste éloigné de la frontière, c'est aussi qu'il espère rester libre de ses mouvements et ne pas être surpris par une attaque des Français. Il place ses troupes à l'ouest de la Côa ; les ponts et les gués étant peu nombreux, il s'agit de ne pas être pris au piège avec cet obstacle sur ses arrières. Il charge la division légère de Craufurd de surveiller les mouvements de l'armée de Masséna près de la frontière.

## Préludes
Pendant plusieurs semaines, la division légère de Craufurd, s'est maintenue entre la frontière portugaise et Ciudad Rodrigo. L'objectif était alors de surveiller et de frapper l'ennemi tout en évitant d'engager le combat. Ciudad Rodrigo se rend le 9 juillet 1810 ; les Français peuvent alors diriger leur attention vers la frontière portugaise. Le 21 juin, Ney fait avancer la 3e division du général Loison et la cavalerie attribuée au 6e corps. Craufurd retire ses troupes vers la région d'Almeida. Wellington lui avait donné ordre de passer sur la rive occidentale de la Côa si jamais les Français s'étaient approchés avec une armée capable de mettre en danger la division légère. Avant d'entrer au Portugal, Craufurd fait exploser le fort espagnol de La Concepción afin que les Français ne puissent pas l'utiliser. 
Craufurd concentre l'infanterie à Junca, un village à près de 6 km des portes d'Almeida. Sa cavalerie est envoyée vers l'avant en reconnaissance au plus près des troupes françaises. L'avancée française, toujours ponctuée par des escarmouches avec la cavalerie britannique, s'arrête à Vale da Mula, à 6,5 km au sud-est d'Almeida. Junca se trouve à près de 5 km vers l'ouest.
Almeida est située à près de 3 km de la Côa. Un pont étroit, accessible par la route d'Almeida, la traverse. Au niveau de la rivière la route, très escarpée, suit un tracé en courbes serrées rendant la marche difficile. Le lit de la rivière est profond et sa traversée difficile. Elle représente donc un obstacle sérieux. Depuis Almeida, il est difficile d'apercevoir et encore moins d'atteindre avec l'artillerie, ce pont ou ce morceau de route escarpée. Almeida se situe pourtant à l'extrémité d'un plateau qui s'étend vers l'est jusqu'à l'Águeda. Le terrain de la zone d'Almeida est très rocheux et le paysage est découpé par de nombreux murs de pierre.
Si Craufurd avait décidé de prendre position à l'est de la rivière, il aurait ainsi eu un obstacle important à l'arrière qui aurait rendu difficile toute retraite lorsque serait apparu des forces supérieures contre lesquelles il n'était pas question de se battre. Son action à l'est de la Côa était pourtant primordiale puisqu'elle permettait de gagner un temps précieux pour permettre le ravitaillement de cette place forte dont le siège promettait d'être long.

## Forces en présence
Du côté anglais, la Light Division (division légère) est commandée par le général de brigade Robert Craufurd ; avec les unités qui lui sont additionnées pour cette mission, l'effectif se monte 5 300 hommes.
Les troupes françaises engagées dans la bataille appartiennent au 6e corps d'armée du maréchal Michel Ney et regroupent une brigade de cavalerie ainsi qu'une partie de la 3e division d'infanterie, pour un total de 5 550 hommes.

### Ordre de bataille français
6e corps : maréchal Michel Ney, commandant en chef ; général de division Louis Henri Loison, commandant sur le terrain — 5 550 hommes, 6 canons

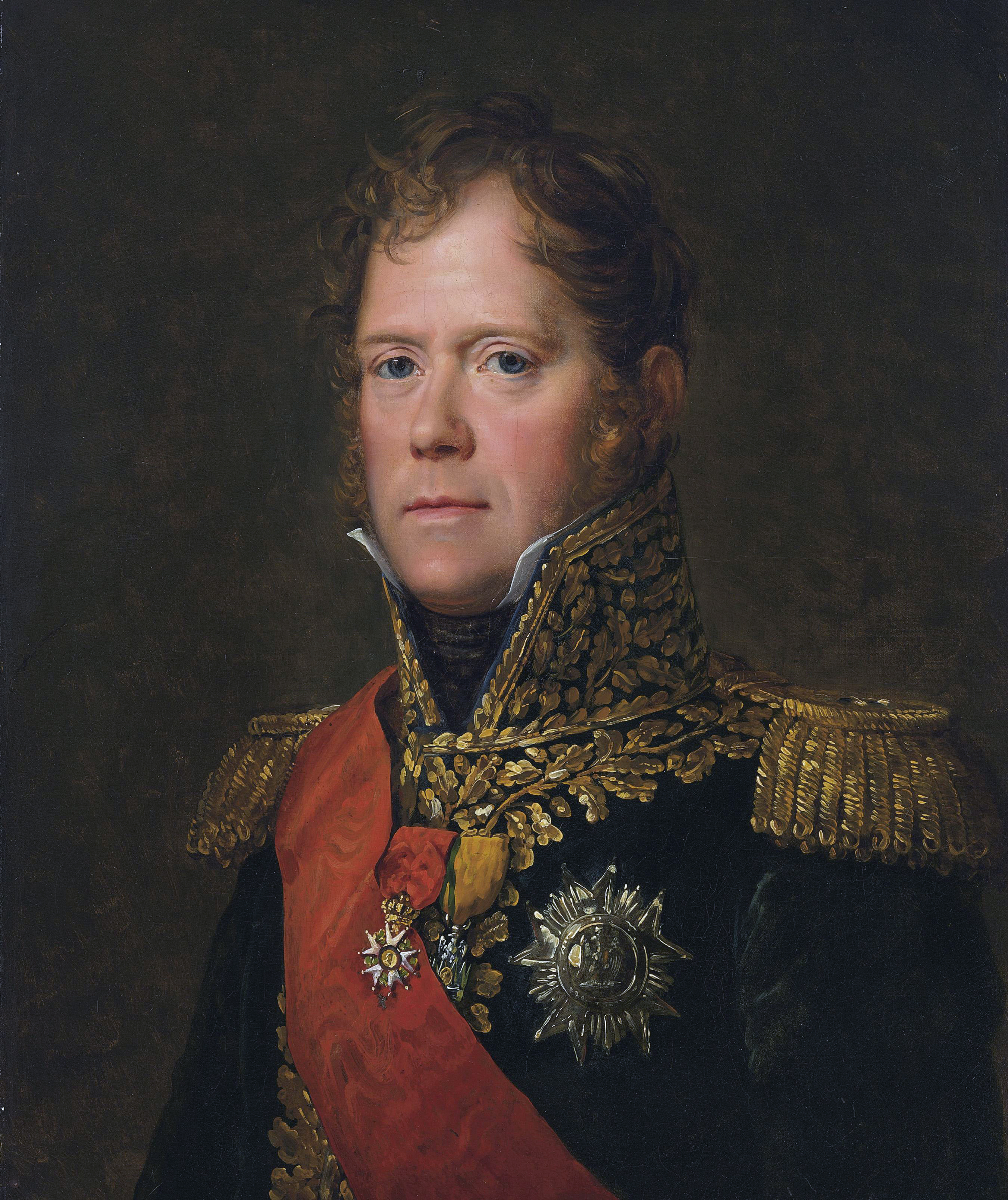
Le maréchal Michel Ney, duc d'Elchingen et commandant en chef le 6e corps français.

- Tirailleurs de siège, capitaine Sprunglin, aide de camp du maréchal — 300 hommes
- Brigade de cavalerie Auguste Étienne Marie Gourlez de Lamotte — 6 escadrons, 1 000 hommes
  - 3e régiment de hussards, colonel Louis Marie Levesque de Laferrière — 3 escadrons, 450 hommes
  - 15e régiment de chasseurs à cheval, chef d'escadron Valmabelle — 3 escadrons, 550 hommes
- Brigade Claude François Ferey — 7 bataillons, 4 100 hommes
  - 32e régiment d'infanterie légère, chef de bataillon Alban Martinel — 1 bataillon, 400 hommes
  - 66e régiment d'infanterie, colonel Jean-Pierre Béchaud — 3 bataillons, 2 000 hommes
  - 82e régiment d'infanterie, chef de bataillon Rocheron — 3 bataillons, 1 700 hommes
- Artillerie à cheval du 6e corps — 6 canons, 150 hommes
  - 5e compagnie du 2e régiment d'artillerie à cheval — 6 canons, 70 hommes
  - 4e et 5e compagnies du 10e bataillon du train — 80 hommes[9]

### Ordre de bataille anglo-portugais

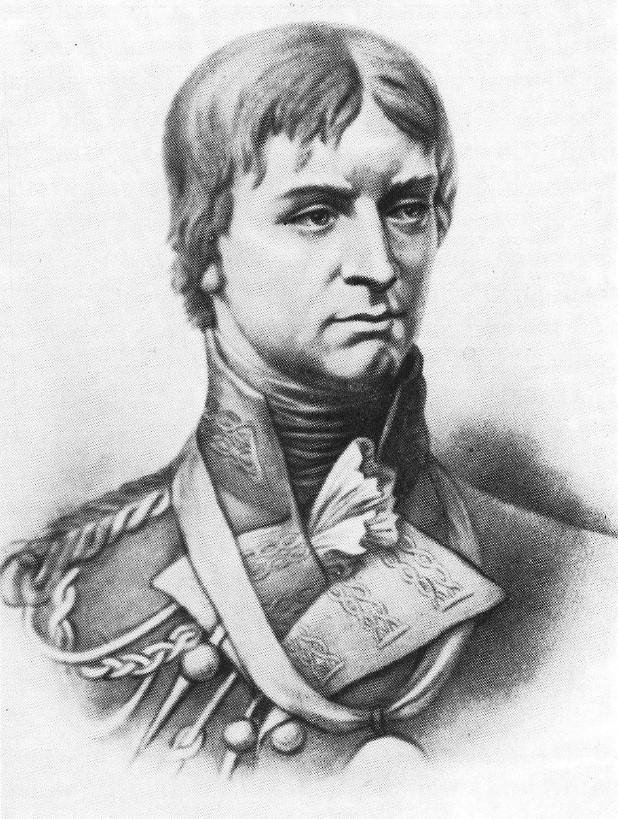
Le major-général Robert Craufurd, commandant la division légère de l'armée de Wellington.

Light Division : brigadier-général Robert Craufurd, commandant en chef — 5 300 hommes, 6 canons
- Infanterie — 5 bataillons, 4 000 hommes
  - 43 rd Regiment of Foot « Monmouthshire », lieutenant-colonel Hull — 1 bataillon, 800 hommes
  - 52nd Regiment of Foot « Oxfordshire », lieutenant-colonel Beckwith — 1 bataillon, 900 hommes
  - 95th Rifle Corps, lieutenant-colonel Barclay — 1 bataillon, 800 hommes
  - 1er Caçadores portugais, lieutenant-colonel Zuzarte — 1 bataillon, 750 hommes
  - 3e Caçadores portugais, lieutenants-colonels Elder et Leitao — 1 bataillon, 750 hommes
- Cavalerie — 9 escadrons, 1 100 hommes
  - 14th Light Dragoons Regiment « Duchess of York Own » — 3 escadrons, 350 hommes
  - 16th Light Dragoons Regiment « Queen's » — 3 escadrons, 350 hommes
  - 1st Hussars Regiment de la King's German Legion — 3 escadrons, 400 hommes
- Artillerie — 6 canons, 200 hommes 
  - Détachement de la Royal Horse Artillery, capitaine Ross — 6 canons, 200 h

## Déroulement de la bataille

### Attaque française et repli britannique
L'attaque sera encore plus forte que prévu. Au matin du 24 juillet, lorsque la cavalerie française, qui marchait en tête, a mis en fuite les patrouilles de la cavalerie britannique et les postes avancées lancés par le 95e Rifles, puis que des tirs de carabines et de fusils se sont fait entendre, les cinq bataillons d'infanterie de la division légère ont rapidement occupé les positions de combat. Ils ont alors formé une ligne appuyant leur flanc gauche contre un moulin situé sur la partie la plus élevée au sud-est d'Almeida, à près de 600 mètres des murailles et s'étendant vers le sud le long de la route de Junca. L'artillerie d'Almeida soutenait le flanc gauche du dispositif anglo-portugais. 
Près d'une heure après avoir pris position, les trois bataillons britanniques et les deux bataillons de chasseurs portugais sont attaqués par l'infanterie de Loison, 13 bataillons qui, malgré leur écrasante supériorité numérique sont repoussés lors du premier assaut. Mais soudain, le 3e régiment de hussards s'introduit dans l'intervalle entre les murailles d'Almeida et l'extrémité de l'aile gauche de Craufurd. La compagnie de O'Hare du 95e Rifles est pratiquement anéantie lors de cette action et ce malgré le feu nourri de l'artillerie d'Almeida ; elle compte 12 morts ou blessés et 45 prisonniers sur un total de 67 hommes. Craufurd donne immédiatement l'ordre de se replier. 

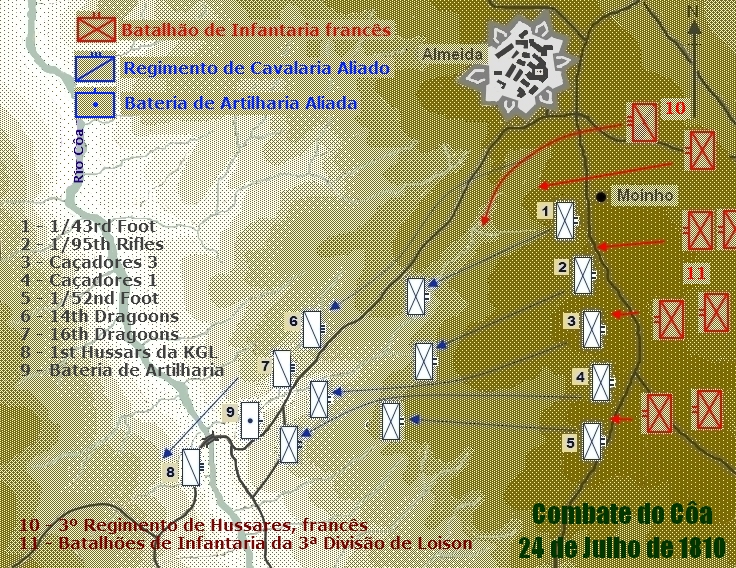
Disposition de l'infanterie et mouvements de retrait.

La cavalerie et l'artillerie reçoivent l'ordre de se diriger immédiatement vers le pont et de passer sur la rive occidentale. Le même ordre est donné aux deux bataillons de chasseurs. Les bataillons britanniques restants devaient retarder au maximum l'avance ennemie. Cette action est d'autant plus difficile que l'ennemi est proche et sa pression forte. Les difficultés pour déplacer l'artillerie provoquent un congestionnement du pont et obligent les bataillons britanniques à se démener intensément afin de pouvoir traverser le pont. Il sera d'ailleurs nécessaire de lancer une contre-attaque qui surprendra les forces françaises, afin de secourir les cinq compagnies du 52e régiment d'infanterie restées en arrière. 
Les forces anglo-portugaises traversent le pont mais perdent 333 hommes, dont 36 morts, 214 blessés et 83 disparus, probablement capturés par les Français.

### Défense du pont par les Anglo-Portugais
Aussitôt après avoir traversé le pont, les chasseurs sont disposés en position pour couvrir le repli des bataillons britanniques et empêcher les tentatives françaises de traverser la Côa. Ney tente par trois fois, en vain, de s'emparer du pont, au prix de grosses pertes. Ney parle de 530 morts ou blessés. Lors d'une des tentatives de s'emparer du pont, réalisée par une unité d'élite, dotée de près de 300 hommes (les chasseurs de siège, formés par les meilleurs tireurs de tous les régiments du 6e corps) on comptera 90 morts et 147 blessés. Au total, les Français auront à déplorer 7 officiers morts, 17 blessés, 110 soldats et sergents morts, 397 blessés.

## Conséquences
Craufurd parvient de justesse à sauver la division légère de cette situation difficile et à retarder l'avancée française, du moins le temps de consolider les lignes de Torres Vedras. Le moral des Français est atteint, ce qui n'est pas négligeable. 
Le plateau où se trouve Almeida est néanmoins maintenant aux mains de Masséna : le siège d'Almeida peut commencer.